# Éliminatoires de la Coupe du monde de football 2014 : zone Afrique, groupe J
Le groupe J du deuxième tour des éliminatoires de la coupe du monde 2014 est composé du Sénégal de Papiss Cissé, de l'Angola et de l'Ouganda, trois équipes qui se valent. L'équipe du premier tour, venant compléter le groupe, est l'équipe du Liberia, qualifié d'office à la suite du forfait de son adversaire : l'île Maurice. De ce fait, ce groupe est le seul où toutes les équipes débutent leurs qualifications. De plus, le tirage au sort des premier et deuxième tours ayant eu lieu le même jour (le 30 juillet 2011), le groupe J fut le premier où toutes les équipes furent désignées presque un an avant le début des matches.

## Classement
| Rang | Équipe  | Pts | J | G | N | P | Bp | Bc | Diff |  | Résultats (▼ dom., ► ext.) |     |     |     |     |
| ---- | ------- | --- | - | - | - | - | -- | -- | ---- |  | -------------------------- | --- | --- | --- | --- |
| 1    | Sénégal | 12  | 6 | 3 | 3 | 0 | 9  | 4  | +5   |  | Sénégal                    |     | 1-0 | 1-1 | 3-1 |
| 2    | Ouganda | 8   | 6 | 2 | 2 | 2 | 5  | 6  | -1   |  | Ouganda                    | 1-1 |     | 2-1 | 1-0 |
| 3    | Angola  | 7   | 6 | 1 | 4 | 1 | 8  | 6  | +2   |  | Angola                     | 1-1 | 1-1 |     | 4-1 |
| 4    | Liberia | 4   | 6 | 1 | 1 | 4 | 4  | 10 | -6   |  | Liberia                    | 0-2 | 2-0 | 0-0 |     |

L'Ouganda, l'Angola et le Liberia sont éliminés de la course à la qualification pour la Coupe du monde 2014.
Le Sénégal est qualifié pour le troisième tour.

## Calendrier et résultats
| 1re journée             | Sénégal                           | 3 – 1   | Liberia | Stade Léopold Sédar Senghor, Dakar                      |                                                         |
| 2 juin 2012 18:00 UTC+0 | Baldé 33e · N'Doye 71e · Mané 83e | (1 – 1) | 15e Doe | Spectateurs : 15 000 Arbitrage : Désiré Doué Noumandiez | Spectateurs : 15 000 Arbitrage : Désiré Doué Noumandiez |
| 2 juin 2012 18:00 UTC+0 | Rapport                           |         |         | Spectateurs : 15 000 Arbitrage : Désiré Doué Noumandiez | Spectateurs : 15 000 Arbitrage : Désiré Doué Noumandiez |

| 3 juin 2012 | Angola    | 1 – 1   | Ouganda  | Stade national du 11 novembre, Luanda         |                                               |
| 16:00 UTC+1 | Campos 7e | (1 – 0) | 88e Okwi | Spectateurs : 48 000 Arbitrage : Gehad Grisha | Spectateurs : 48 000 Arbitrage : Gehad Grisha |
| 16:00 UTC+1 | Rapport   |         |          | Spectateurs : 48 000 Arbitrage : Gehad Grisha | Spectateurs : 48 000 Arbitrage : Gehad Grisha |

| 2e journée              | Ouganda              | 1 – 1   | Sénégal      | Stade national Nelson Mandela (en), Kampala      |                                                  |
| 9 juin 2012 16:00 UTC+3 | Walusimbi 87e (pen.) | (0 – 1) | 37e P. Cissé | Spectateurs : 30 000 Arbitrage : Mohamed Benouza | Spectateurs : 30 000 Arbitrage : Mohamed Benouza |
| 9 juin 2012 16:00 UTC+3 | Rapport              |         |              | Spectateurs : 30 000 Arbitrage : Mohamed Benouza | Spectateurs : 30 000 Arbitrage : Mohamed Benouza |

| 10 juin 2012 | Liberia | 0 – 0 | Angola | Stade Antoinette Tubman (en), Monrovia               |                                                      |
| 16:00 UTC+0  |         |       |        | Spectateurs : 15 000 Arbitrage : Ali Lemghaifry (en) | Spectateurs : 15 000 Arbitrage : Ali Lemghaifry (en) |
| 16:00 UTC+0  | Rapport |       |        | Spectateurs : 15 000 Arbitrage : Ali Lemghaifry (en) | Spectateurs : 15 000 Arbitrage : Ali Lemghaifry (en) |

| 3e journée               | Sénégal | 1 – 1   | Angola    | Stade du 28 septembre, Conakry (Guinée)       |                                               |
| 23 mars 2013 17:00 UTC+0 | Sow 40e | (1 – 0) | 75e Amaro | Spectateurs : 13 500 Arbitrage : Néant Alioum | Spectateurs : 13 500 Arbitrage : Néant Alioum |
| 23 mars 2013 17:00 UTC+0 | Rapport |         |           | Spectateurs : 13 500 Arbitrage : Néant Alioum | Spectateurs : 13 500 Arbitrage : Néant Alioum |

| 24 mars 2013 | Liberia               | 2 – 0   | Ouganda | Complexe sportif Samuel Kanyon Doe, Paynesville |                                                 |
| 16:00 UTC+0  | Wleh 32e · Laffor 50e | (1 – 0) |         | Spectateurs : 25 000 Arbitrage : Mohamed Farouk | Spectateurs : 25 000 Arbitrage : Mohamed Farouk |
| 16:00 UTC+0  | Rapport               |         |         | Spectateurs : 25 000 Arbitrage : Mohamed Farouk | Spectateurs : 25 000 Arbitrage : Mohamed Farouk |

| 4e journée              | Angola     | 1 – 1   | Sénégal      | Stade national du 11 novembre, Luanda            |                                                  |
| 8 juin 2013 16:00 UTC+1 | Afonso 51e | (0 – 1) | 23e P. Cissé | Spectateurs : 40 000 Arbitrage : Bernard Camille | Spectateurs : 40 000 Arbitrage : Bernard Camille |
| 8 juin 2013 16:00 UTC+1 | Rapport    |         |              | Spectateurs : 40 000 Arbitrage : Bernard Camille | Spectateurs : 40 000 Arbitrage : Bernard Camille |

| 8 juin 2013 | Ouganda    | 1 – 0   | Liberia | Stade national Nelson Mandela (en), Kampala  |                                              |
| 16:00 UTC+3 | Mawejje 4e | (1 – 0) |         | Spectateurs : 8 400 Arbitrage : Adam Cordier | Spectateurs : 8 400 Arbitrage : Adam Cordier |
| 16:00 UTC+3 | Rapport    |         |         | Spectateurs : 8 400 Arbitrage : Adam Cordier | Spectateurs : 8 400 Arbitrage : Adam Cordier |

| 5e journée               | Ouganda                | 2 – 1   | Angola  | Stade national Nelson Mandela (en), Kampala     |                                                 |
| 15 juin 2013 16:00 UTC+3 | Okwi 83e · Mawejje 89e | (0 – 0) | 57e Job | Spectateurs : 40 000 Arbitrage : Redouane Jiyed | Spectateurs : 40 000 Arbitrage : Redouane Jiyed |
| 15 juin 2013 16:00 UTC+3 | Rapport                |         |         | Spectateurs : 40 000 Arbitrage : Redouane Jiyed | Spectateurs : 40 000 Arbitrage : Redouane Jiyed |

| 16 juin 2013 | Liberia | 0 – 2   | Sénégal                 | Complexe sportif Samuel Kanyon Doe, Paynesville |                                                |
| 16:00 UTC+0  |         | (0 – 1) | 18e (pen.) 53e P. Cissé | Spectateurs : 35 000 Arbitrage : Davies Omweno  | Spectateurs : 35 000 Arbitrage : Davies Omweno |
| 16:00 UTC+0  | Rapport |         |                         | Spectateurs : 35 000 Arbitrage : Davies Omweno  | Spectateurs : 35 000 Arbitrage : Davies Omweno |

| 6e journée                   | Sénégal  | 1 – 0   | Ouganda | Marrakech Stadium, Marrakech |                            |
| 7 septembre 2013 20:00 UTC+0 | Mané 85e | (0 – 0) |         | Arbitrage : Daniel Bennett   | Arbitrage : Daniel Bennett |
| 7 septembre 2013 20:00 UTC+0 | Rapport  |         |         | Arbitrage : Daniel Bennett   | Arbitrage : Daniel Bennett |

| 7 septembre 2013 | Angola                                           | 4 – 1   | Liberia      | Stade National de Tundavala, Lubango |                         |
| 16:00 UTC+1      | 2e Guedes · 48e Mabululu · 61eAfonso · 64e Abdul | (1 – 0) | 79e Macauley | Arbitrage : Slim Jedidi              | Arbitrage : Slim Jedidi |
| 16:00 UTC+1      | Rapport                                          |         |              | Arbitrage : Slim Jedidi              | Arbitrage : Slim Jedidi |

## Buteurs
Au 7 septembre 2013 et alors que tous les matchs ont été joués, 26 buts ont été inscrits en 12 rencontres, soit une moyenne de 2,17 buts/match.
| Pos | Joueur                       | Pays    | Buts |
| --- | ---------------------------- | ------- | ---- |
| 1   | Papiss Cissé                 | Sénégal | 4    |
| 2   | Guilherme Afonso             | Angola  | 2    |
| 2   | Emmanuel Okwi                | Ouganda | 2    |
| 2   | Tony Mawejje                 | Ouganda | 2    |
| 2   | Sadio Mané                   | Sénégal | 2    |
| 6   | Abdul                        | Angola  | 1    |
| 6   | Amândio Felipe da Costa      | Angola  | 1    |
| 6   | Cristóvão Paciência Mabululu | Angola  | 1    |
| 6   | Djalma Campos                | Angola  | 1    |
| 6   | Guedes Lupapa                | Angola  | 1    |
| 6   | Ricardo Job Estevão          | Angola  | 1    |
| 6   | Anthony Laffor               | Liberia | 1    |
| 6   | Francis Doe                  | Liberia | 1    |
| 6   | Marcus Macauley              | Liberia | 1    |
| 6   | Patrick Wleh                 | Liberia | 1    |
| 6   | Godfrey Walusimbi            | Ouganda | 1    |
| 6   | Ibrahima Baldé               | Sénégal | 1    |
| 6   | Moussa Sow                   | Sénégal | 1    |
| 6   | Dame N'Doye                  | Sénégal | 1    |